# ایوری هاپ‌وود
اِیـوْری هاپ‌وود (انگلیسی: Avery Hopwood؛ ‏ ۲۸ مهٔ ۱۸۸۲ – ۱ ژوئیهٔ ۱۹۲۸) نمایشنامه‌نویس اهل ایالات متحده آمریکا در عصر جاز بود.
از فیلم‌هایی که وی در آن‌ها نقش داشته‌است، می‌توان به این همان شب است، خفاش (فیلم ۱۹۲۶)، خفاش (فیلم ۱۹۵۹)، زمزمه‌های خفاش، دمدمی‌مزاج، باغ عدن و دختری در لیموزین اشاره نمود.